# Гильом II (граф Бургундии)
Гильом (Вильгельм) II Немец (фр. Guillaume II l'Allemand; ок. 1085 — после 3 января 1125), пфальцграф Бургундии с 1098, граф Макона с 1097, сын Рено II, пфальцграфа Бургундии, и Режины фон Олтинген, дочери графа Куно I фон Олтинген.

## Биография
Гильом получил своё прозвище Немец вероятно из-за происхождения матери — его воспитывал дед по материнской линии. Это прозвище известно из документа в аббатстве Клюни, датированного 1106 годом, где он назван comes Villelmus quem vocabant Alamannum.
В момент смерти пфальцграфа Рено, умершего во время участия в Первом крестовом походе, Графство Бургундия находилось под управлением его младшего брата, графа Этьена I Храброго. Гильом, который в то время был ещё несовершеннолетним, воспитывался в семье матери. После того, как Этьен, в свою очередь, в 1101 году отправился в крестовый поход, откуда уже не вернулся, Гильом стал самостоятельным правителем.
От матери Гильом унаследовал Золотурн и Барген. Первоначально он был сторонником императора Священной Римской империи Генриха IV, позже стал сторонником Лотаря Супплинбургского в его борьбе против императора Генриха V.
Правление Гильома II продолжалось до 1125 года, когда он был убит в результате заговора баронов, когда он пытался захватить графство Вале. Наследовал ему малолетний сын Гильом III Дитя, который сам через два года тоже был убит.

## Брак и дети
Жена: с ок. 1107 Агнесс, дочь герцога Бертольда II фон Церинген
- Гильом III Дитя (ок. 1110—1127), пфальцграф Бургундии и граф Макона с 1125